# Pierrepoint
Pierrepoint es una película británica de 2005 dirigida por Adrian Shergold sobre la vida del verdugo británico Albert Pierrepoint.
La película se estrenó en el Festival Internacional de Cine de Toronto de 2005 y se estrenó en el Reino Unido el 7 de abril de 2006. En los Estados Unidos, tuvo un estreno limitado en tres salas el 7 de junio de 2007, recaudando 21.766 dólares. Fue lanzada en DVD el 30 de octubre de 2007.
Encargada como película para televisión en 2004, Pierrepoint se emitió en ITV el 25 de agosto de 2008, cuando atrajo a una audiencia estimada de 3.6 millones. La película pasó a llamarse Pierrepoint: The Last Hangman para su estreno en Norteamérica, aunque Pierrepoint no fue el último verdugo británico.

## Reparto
- Timothy Spall como Albert Pierrepoint
- Juliet Stevenson como Annie Pierrepoint
- Eddie Marsan como James "Tish" Corbitt
- Ben McKay como Timothy Evans
- Michael Norton como Josef Kramer
- Lizzie Hopley como Dorothea Waddingham
- Cavan Clerkin como George Cooper
- Mary Jo Randle como la Sra. Corbitt
- Christopher Fulford como Charlie Sykes
- Ian Shaw como Percy
- Ann Bell como Violet Van der Elst
- Robin Soans como gobernador/brigadier Paton-Walsh
- Nicholas Blane como gobernador de Strangeways
- Maggie Ollerenshaw como Mary Pierrepoint, la madre de Albert
- Bernard Kay como tío Tom
- Claire Keelan como Jessie Kelly
- Clive Francis como Monty
- Sheyla Shehovich como Irma Grese
- Keiran Flynn como Neville
- Tobias Menzies como el teniente Llewellyn
- María Stockley como Ruth Ellis
- James Corden como Kirky
- Clive Brunt como guardia de Strangeways

## Producción

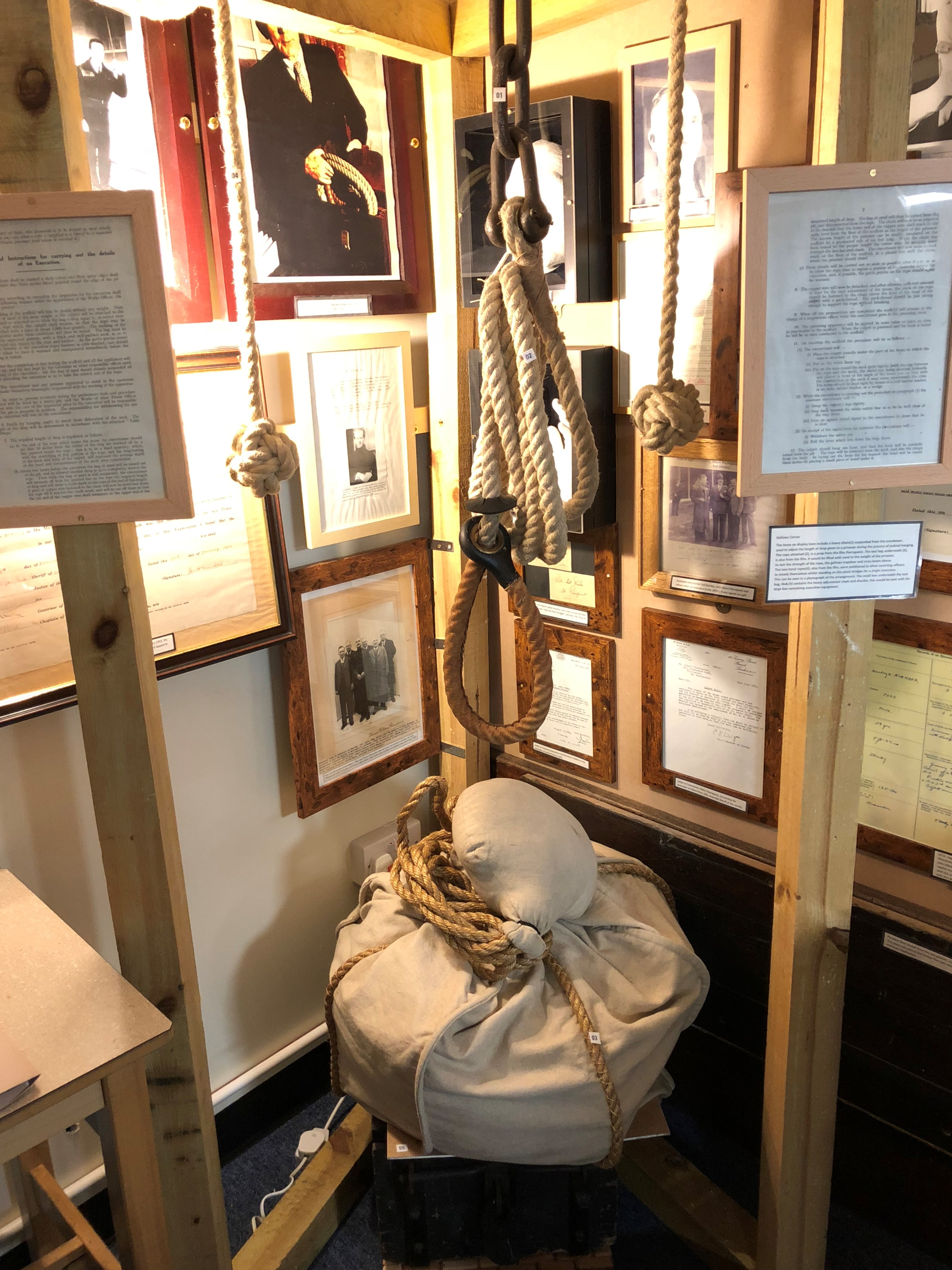
Los accesorios utilizados en la película, ahora expuestos en el museo de la prisión de Wandsworth.

Las escenas del ahorcamiento y las escenas de protesta callejera al final de la película tuvieron lugar en el Historic Dockyard, Chatham.

## Recepción
Pierrepoint recibió reseñas generalmente positivas de parte de la crítica y de la audiencia. En el sitio web agregador de reseñas Rotten Tomatoes, la película posee una aprobación de 79%, basada en 53 reseñas, con una calificación de 7.0/10 y un consenso crítico que dice "El director Adrian Shergold no rehúye los elementos más oscuros del tema de la película, y Timothy Spall es fascinante como el personaje principal". De parte de la audiencia tiene una aprobación de 85%, basada en más de 2500 votos, con una calificación de 3.9/5.
El sitio web Metacritic le dio a la película una puntuación de 68 de 100, basada en 15 reseñas, indicando "reseñas generalmente favorables". En el sitio IMDb los usuarios le asignaron una calificación de 7.4/10, sobre la base de más de más de 5800 votos, mientras que en la página web FilmAffinity la película tiene una calificación de 6.6/10, basada en 441 votos.